# Barcarolle-Étude
La Barcarolle-Étude, op. 43, est une œuvre de Mel Bonis, composée en 1899.

## Composition
Mel Bonis compose sa Barcarolle-Étude en si bémol majeur pour piano en 1899. L'œuvre est dédiée à Joseph Daëne. Elle est éditée par les éditions Alphonse Leduc la même année. Elle est rééditée en 2004 par les éditions Furore.

## Analyse
S'il n'y a pas de lien entre la Barcarolle-Étude de Bonis et la Barcarolle en fa dièse majeur, op. 60 de Frédéric Chopin, elle est plus apparentée à la Barcarolle no 4, op. 44 de Gabriel Fauré, qui est en la bémol majeur. L'œuvre fait notamment travailler le pianiste par des jeux de doubles notes à la main droite, et un travail de vélocité de la main gauche.

## Éditions disponibles
- Barcarolle-Étude, éd. Alphonse Leduc, 1899 ;
- Œuvres pour piano, Volume 4, Pièces de concert, éd. Furore, 2004.